# HyperTerminal
HyperTerminal (Гипертерминал) — терминальная программа, которая включалась в поставку ОС Microsoft Windows-95/98/ME/XP/. Для ОС Microsoft Windows-Vista/7/8 разработан новый вариант программы, доступный на сайте разработчика.
При помощи данной программы осуществляется доступ к другим компьютерам через модем, нуль-модемный кабель (последовательный порт) или с использованием протокола telnet. Изначально разработана компанией Hilgraeve для ОС Microsoft Windows и OS/2.
Поддерживает передачу файлов по протоколам: Kermit, XMODEM, YMODEM/YMODEM-G, ZMODEM. Эмулирует терминал VT/100.
В 1990-е годы HyperTerminal использовался для доступа к BBS. Широко применялся для настройки и диагностики работы модемов, роутеров через последовательные порты, совместимые со стандартом RS-232, позже — через виртуальные COM-порты (интерфейс USB).
По умолчанию программа HyperTerminal размещается на диске в цепочке: Пуск\Все программы\Стандартные\Связь\. Исполняемый файл программы называется hypertrm.exe. Дополнительно к нему требуется библиотечный файл hypertrm.dll..